# Tylerius spinosissimus
Tylerius spinosissimus és una espècie de peix de la família dels tetraodòntids i de l'ordre dels tetraodontiformes.

## Morfologia
- Els mascles poden assolir 12 cm de longitud total.[1]

## Depredadors
És depredat per Alepisaurus ferox.

## Hàbitat
És un peix marí i d'aigües profundes que viu entre 250-435 m de fondària.

## Distribució geogràfica
Es troba des de Sud-àfrica fins al nord-oest d'Austràlia i el Mar de la Xina Meridional.

## Observacions
És inofensiu per als humans.